# Ostro (vento)
Ostro o austro (dal latino Auster, vento australe) è il nome del vento che spira da sud; è anche detto vento di Mezzogiorno. Tale direzione è indicata simbolicamente nella cosiddetta rosa dei venti.
Il vento è conosciuto anche col nome di Noto dall'omonimo personaggio della mitologia greca, Noto figlio di Astreo e di Eos.
L'ostro, talvolta, viene confuso con i più noti venti di libeccio e scirocco, che spirano anch'essi dai quadranti meridionali.

## Caratteristiche
L'ostro è un vento caldo ed umido portatore di piogge.
I suoi effetti sul clima italiano determinano il richiamo di aria calda da sud.
Il vento è generalmente secco se associato all'espansione dell'anticiclone subtropicale africano verso nord; in tal caso è apportatore di onde di calore che possono essere anche durature, i cui effetti maggiori si hanno ove tende a favonizzarsi.
Il vento può soffiare anche come vento prefrontale, prima del passaggio di un'area di bassa pressione. In questo caso la sensibile risalita delle temperature può considerarsi soltanto effimera e temporanea, pur potendo essere associata ad elevati tassi di umidità.